# Argyresthia albicomella
Argyresthia albicomella is een vlinder uit de familie van de pedaalmotten (Argyresthiidae). De wetenschappelijke naam van de soort werd in 1969 gepubliceerd door Moriuti.